# Teliu
Teliu é uma comuna romena localizada no distrito de Brașov, na região histórica da Transilvânia. A comuna possui uma área de 40.26 km² e sua população era de 3960 habitantes segundo o censo de 2007.